# Haynes Miller
Haynes Robert Miller (* 1948 in Princeton, New Jersey) ist ein US-amerikanischer Mathematiker, der sich mit algebraischer Topologie beschäftigt.
Miller studierte in Harvard und promovierte 1974 bei John Coleman Moore an der Princeton University mit der Arbeit Some Algebraic Aspects of the Adams-Novikov Spectral Sequence. Danach war er Assistant Professor in Harvard und an der Northwestern University, ab 1977 an der University of Washington und ab 1984 Professor an der University of Notre Dame. Seit 1986 ist er Professor am Massachusetts Institute of Technology (MIT). Von 1992 bis 1993 war er dort Vorsitzender des Komitees für Reine Mathematik, ab 2004 Leiter des Undergraduate Mathematics Committee und ab 2005 MacVicar Faculty Fellow.
Miller bewies 1984 die verallgemeinerte Sullivan-Vermutung, unabhängig von Jean Lannes und Gunnar Carlsson.
1980 wurde er Forschungsstipendiat der Alfred P. Sloan Foundation (Sloan Research Fellow). 1986 war er Gastredner auf dem Internationalen Mathematikerkongress in Berkeley (The Sullivan conjecture and homotopical representation theory). Er ist Fellow der American Mathematical Society. 
Zu seinen Doktoranden zählt Brooke Shipley.

## Schriften
- The Sullivan conjecture on maps from classifying spaces. In: Annals of Mathematics. Bd. 120, Nr. 1, 1984, ISSN 0003-486X, S. 39–87.
- Herausgeber: Handbook of Homotopy Theory, CRC, Chapman and Hall 2020